# Tomba Kanssa
Tomba-kanssa è un comune (in francese sous-préfecture) della Guinea, parte della regione di Kankan e della prefettura di Siguiri.

## Geografia antropica

### Suddivisioni amministrative
Tomba-Kanssa è composta da sei distretti:
| Quartieri       | Settori        |
| --------------- | -------------- |
| Tomba-Kanssa    | Tomba Doula    |
| Tombani         | Tomba Fontu    |
| Tomba Kobila    | Tomba Boufe    |
| beretela kanssa | Beretela Doula |
| Berella         | Medina Koura   |
| Bougoulan       | Kebebesebeya   |

## Formazione scolastica

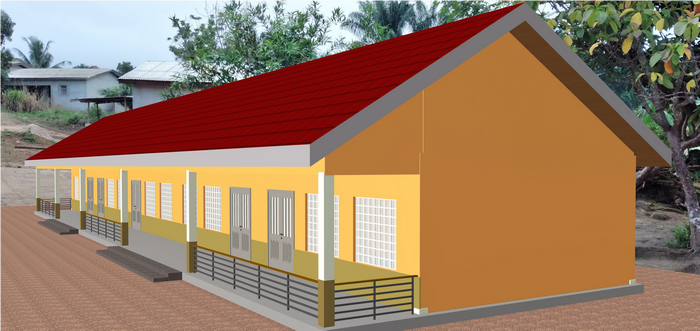
Vista del Centro educativo di Tomba Kanssa

In collaborazione con la direzione di Nordgold, la compagnia mineraria di Dinguiraye (SMD) ha costruito una scuola tecnica di arti e mestieri a Tomba Kanssa. Questo centro di alfabetizzazione e apprendimento professionale contribuirà al rafforzamento delle capacità delle allieve tramite programmi di formazione e apprendistato per donne e ragazze della sottoprefettura di Tomba Kanssa L'obiettivo è facilitare l'accesso all'istruzione e migliorare la qualità dell'insegnamento, contribuendo così al soddisfacimento delle esigenze della politica settoriale del governo nel campo dell'educazione, che ha individuato come priorità lo sviluppo delle infrastrutture scolastiche, ricreative ed educative.

## Popolazione
Nel 2016 il numero degli abitanti è stimato in 36 965, dato ufficiale estrapolato dal censimento del 2014 che ne aveva conteggiati 32 867.